# Rosencrantz and Guildenstern Are Undead
Pour plus de détails, voir Fiche technique et Distribution.
Rosencrantz and Guildenstern Are Undead est un film américain réalisé par Jordan Galland, sorti en 2009. Le titre du film fait référence à la pièce Rosencrantz et Guildenstern sont morts de Tom Stoppard.

## Synopsis
Julian Marsh, un metteur en scène, est forcé par son père à accepter de mettre en scène une pièce de théâtre intitulée Rosencrantz and Guildenstern Are Undead. La pièce a été écrite par un mystérieux Roumain dont le nom est Theo Horace et qui s'avère être un vampire.

## Fiche technique
- Titre : Rosencrantz and Guildenstern Are Undead
- Réalisation : Jordan Galland
- Scénario : Jordan Galland
- Musique : Sean Lennon
- Photographie : Christopher LaVasseur
- Montage : Connor Kalista
- Production : Jordan Galland, Mike Landry, Russell Terlecki et Carlos Velazquez
- Société de production : C Plus Pictures, Off Hollywood Pictures et Offhollywood Digital
- Pays :  États-Unis
- Genre : Comédie et fantastique
- Durée : 89 minutes
- Dates de sortie : 
  -  États-Unis : 19 juillet 2009

## Distribution
- Jake Hoffman : Julian Marsh
- Devon Aoki : Anna
- John Ventimiglia : Theo Horace / Horatio
- Kris Lemche : Vince / Hamlet
- Geneva Carr : Charlotte Lawrence
- Graeme Malcolm : M. Liden
- Chip Zien : Dr. Marsh
- Waris Ahluwalia : Hugo Pepper
- Joey Kern : le vrai Hamlet
- Ralph Macchio : Bobby Bianchi
- Jeremy Sisto : le détective Wimbly
- Louis Carbonneau : le policier muet
- Azie Tesfai : Zadeska
- Carlos Velazquez : Carlo / Rosencrantz
- Carmen Goodine : Lyuba
- Mike Landry : Mickey / Guildenstern
- Caitlin Crosby : Cookie
- Jennifer Steese : Model
- Darren Copeland : Franz le videur
- Tiffany Rene King : Daisy

## Distinctions
Le film a obtenu le prix de la comédie au DC Independent Film Festival.